# Aqif Elbasani
Aqif Elbasani vagy Aqif Biçaku pasa (albánul: Aqif Pashë Elbasani, egyéb névváltozatai Aqif pasa, Aqif Biçakçiu; Elbasan, 1860/1861 – ?, 1926. február 10.) albán politikus, 1916-ban két hónapig Albánia ideiglenes kormányfője, 1920–1921 között az államfői jogokat gyakorló Legfelsőbb Tanács tagja.
Ibrahim Biçakçiu (1905–1977) politikus apja.

## Életútja
Bektási felekezetű elbasani földesúri család tagja volt. 1912. november 25-én, Albánia függetlenségének kikiáltása előtt három nappal elbasani házában látta vendégül a függetlenségi nyilatkozatot megszövegező és aláíró albán urakat, s Ismail Qemali kérésére már ekkor felvonta az albán nemzeti lobogót Elbasanban. A függetlenség kikiáltását követően tanácsadóként támogatta Qemali kormányát, majd 1914. május 20-án, Vilmos fejedelem uralkodása alatt, Turhan Përmeti kabinetjében kapott belügy- és hadügyminiszteri kinevezést. Legfőbb célja az uralkodó és a kormány ellen elégedetlenkedő nemzetségek lefegyverzése volt, de az ország egyre nagyobb anarchiába süllyedt, s szeptember 3-án a kormány is lemondott. Az első világháború során, 1916. január 28-án csatlakozott a megszálló Osztrák–Magyar Monarchia hadseregét felszabadítókként üdvözlő shkodrai nyilatkozathoz. Az Elbasanban február 18-án Amet Zogu kezdeményezésére összegyűlt, az albánságnak csak kis hányadát képviselő ideiglenes nemzetgyűlés Aqif Elbasanit bízta meg egy ideiglenes kabinet megalakításával. Kormányának célja a nemzeti egység elérése, és Vilmos visszahívása volt az albán királyi trónra. Aqif pasa azonban április 14-én lemondott az ideiglenes kormány vezetéséről, és a megszálló osztrák–magyar csapatoknak átengedte a hatalmat.
Az első világháborút lezáró, Albánia politikai stabilitását előkészítő, 1920. január 28–31. között ülésező lushnjai kongresszus elnöki tisztét Aqif pasa töltötte be. Az államügyek intézésére a kongresszus által január 30-án megalakított, négytagú Legfelsőbb Tanács bektási tagja Elbasani lett (Luigj Bumçi, Abdi Toptani és Mihal Turtulli mellett). 1921 októberétől a mind erőszakosabbá váló Amet Zogu, a későbbi I. Zogu a hatalom közelébe tört, de Aqif Elbasani meghiúsította kísérletét és kezdeményezésére a Legfelsőbb Tanács Zogu helyett Pandeli Evangjelit bízta meg kormányalakítással (első Evangjeli-kormány). Miután decemberben Aqif pasa Hasan Prishtinát támogatta Zogu ellenében, ez utóbbi fegyvereseivel nyomást gyakorolt a nemzetgyűlésre, s a képviselők december 22-én lemondatták a Legfelsőbb Tanács két tagját, Elbasanit és Bumçit, akik elhagyták az országot (nyomukban a tanács másik két tagja, Toptani és Turtulli is lemondott).
Elbasani később visszatért az országba, s 1923–1924-ben Korça küldötteként a nemzetgyűlés tagja volt, a polgári haladást támogató Fan Noli pártszövetségeseként. 1924. június 16-ától tanácsadói szerepet töltött be a júniusi forradalommal hatalomra kerülő Fan Noli kormányában. Ennek 1924 decemberi bukását követően külföldre távozott, s emigrációban halt meg.